# Конжервил Тионвил
Конжервил Тионвил (фр. Congerville-Thionville) насеље је и општина у Француској у региону Париски регион, у департману Есон која припада префектури Етан.
По подацима из 2011. године у општини је живело 227 становника, а густина насељености је износила 26,8 становника/km². Општина се простире на површини од 8,47 km². Налази се на средњој надморској висини од 150 метара (максималној 151 m, а минималној 113 m).

## Демографија
| 1962. | 1968. | 1975. | 1982. | 1990. | 1999. | 2011. |
| ----- | ----- | ----- | ----- | ----- | ----- | ----- |
| 162   | 178   | 176   | 159   | 187   | 225   | 227   |

График промене броја становника у току последњих година